# Новгород-Северская городская община
Но́вгород-Се́верская городская общи́на (укр. Новгород-Сіверська міська громада) — территориальная община в Новгород-Северском районе Черниговской области Украины. Административный центр — город Новгород-Северский.
Население — 22 898 человек (01.01.2025). Площадь — 1803,5 км². 
Количество учреждений, оказывающих первичную медицинскую помощь — 5.

## История
Новгород-Северская городская община была создана 31 августа 2018 года путём объединения Новгород-Северского городского совета и Горбовского сельсовета Новгород-Северского района.
12 июня 2020 года были присоединены территории Березовогатского, Биринского, Блистовского, Будо-Воробьевского, Бучковского, Воробьевского, Гремяцкого, Дегтярёвского, Каменско-Слободского, Кировского, Ковпинского, Команского, Кудлаивский сельский совет, Ларинивского, Лесконоговского, Мамекинского, Михальчино-Слободского, Объеднанского, Орловского, Печенюговского, Поповского, Смяцкого, Чайкинского, Шептаковского сельсоветов Новгород-Северского района.
17 июля 2020 года община вошла в состав нового Новгород-Северского района. Прежний Новгород-Северский район был ликвидирован.

## География
Территория общины представляет из себя всю территорию бывшего Новгород-Северского района, существовавшего в 1923-2020 годы. Община граничит с Холминской общиной Корюковского района, Семёновской и Понорницкой общинами Новгород-Северского района, Сумской областью Украины, Белоруссией. Реки: Десна, Смячка, Вара, Новая Рогозна.

## Населённые пункты
- город Новгород-Северский
- Араповичи
- Аршуки
- Берёзовая Гать
- Бирино
- Блистова
- Богданово
- Бугриновка
- Буда-Воробьёвская
- Будище
- Бучки
- Великий Гай
- Вильчики
- Владимировка
- Внутренний Бор
- Воробьёвка
- Восточное
- Гай
- Гнатовка
- Горбово
- Горки
- Городище
- Гремяч
- Дегтярёвка
- Диброва
- Дробышев
- Заря
- Каменская Слобода
- Камень
- Карабаны
- Киселёвка
- Клевин
- Ковпинка
- Колос
- Комань
- Красный Хутор
- Кремский Бугор
- Кролевец-Слободка
- Кудлаевка
- Кузьминское
- Лариновка
- Леньков
- Лесконоги
- Лизуновка
- Ломанка
- Лоска
- Мамекино
- Михайловка
- Михальчина Слобода
- Молчанов
- Муравейник
- Муравьи
- Николаевское
- Новенькое
- Новосёловка
- Объединённое
- Орловка
- Осово
- Печенюги
- Подгорное
- Полюшкино
- Поповка
- Прокоповка
- Путивск
- Пушкари
- Роговка
- Роща
- Сапожков Хутор
- Слободка
- Смяч
- Соловьёв
- Стахорщина
- Студинка
- Троицкое
- Узруй
- Ушевка
- Фаевка
- Форостовичи
- Фурсово
- Чайкино
- Чернацкое
- Чулатов
- Шептаки
- Юхново
- Ямное
- Ясная Поляна
- Ясное
- посёлок Красная Горка